# Lévignac
Lévignac is een gemeente in het Franse departement Haute-Garonne (regio Occitanie). De plaats maakt deel uit van het arrondissement Toulouse. Lévignac telde op 1 januari 2022 2.206 inwoners.

## Geografie
De oppervlakte van Lévignac bedroeg op 1 januari 2022 12,22 vierkante kilometer; de bevolkingsdichtheid was toen 180,5 inwoners per km².

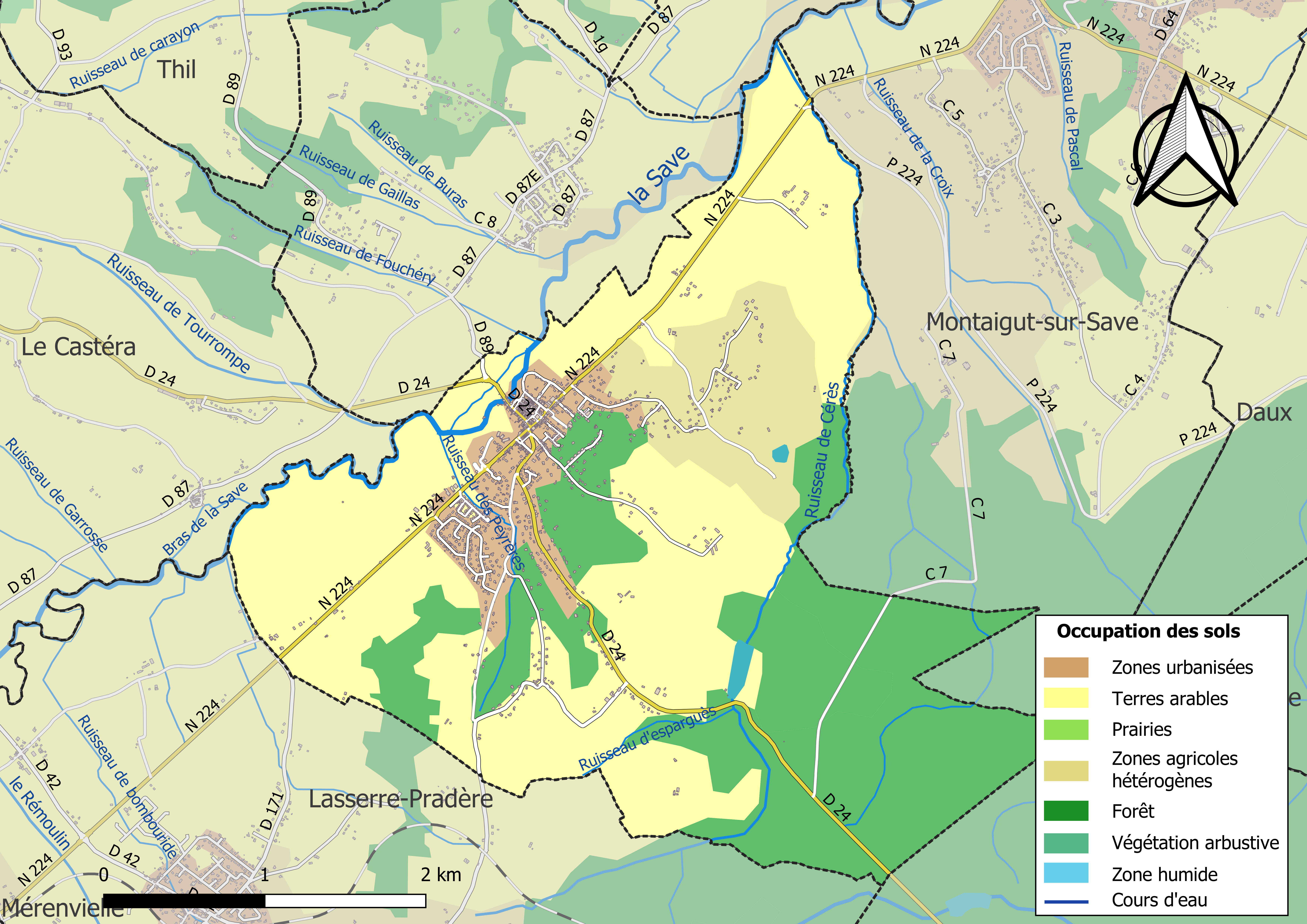
Kaart van de gemeente met belangrijkste infrastructuur, bodemgebruik en omliggende gemeenten

## Demografie
De figuur toont het verloop van het inwonertal (bron: INSEE-tellingen).